# Елена Рохо
Мария Елена Ламадрид Руис (на испански: María Elena Lamadrid Ruiz), по-известна като Елена Рохо (на испански: Helena Rojo), е водеща мексиканска актриса.

## Биография
Елена Рохо е родена в град Мексико. В началото на 60-те години на миналия век започва кариерата си като модел. Към края на същото десетилетие изучава театрално изкуство с известните мексикански режисьори Карлос Ансира и Хосе Луис Ибаниес. Дебютът и като актриса е през 1970 г. във филма El club de los suicidas. През същата година участва във филма Los amigos. Елена продължава да работи и като модел, изиграва малки филмови роли от края на 60-те и началото на 70-те години – Las chicas malas del Padre Méndez, Cruz de amor, La casa del Sur, Muñeca Reina, El sabor de la venganza, Fin de fiesta, El payo, Una vez un hombre, Ángeles y querubines.
През 1969 г. Елена подписва ексклузивен договор с Productora Cinematográfica Marte за игралния филм Siempre hay una primera vez. Малко по-късно се отдава изцяло на актьорската си кариера, като започва да взема участия в телевизията и театъра. През 1974 г. получава първата си главна телевизионна роля в теленовелата Extraño en su pueblo. В продължение на дълги години е омъжена за актьора Хуан Ферара, като бракът им приключва с развод. След това се омъжва за Бенхамин Фернандес, който не принадлежи към развлекателната индустрия. Елена Рохо е майка на три деца – Елена, Патрисия и Лео, които са от първия ѝ брак.
В киното успява да работи с най-важните мексикански режисьори от 70-те и 80-те години, като Фелипе Касалс, Артуро Рипстейн, Рафаел Коркиди, Алберто Бохоркес, Марсела Фернандес Виоланте, Хорхе Фонс, Маурисио Валерстейн и други.
През 1974 г. участва в мексиканския трилър Más negro que la noche, където си партнира с Клаудия Ислас, Сусана Досамантес и Лусия Мендес.
Работила е с международни таланти, като немския режисьор Вернер Херцог и актьора Клаус Кински с роля във филма Aguirre, der Zorn Gottes от 1972 г. Тя също така участва във филма Fox Trot от 1976 г., режисиран от Артуро Рипстейн, с актьорите Шарлот Рамплинг, Питър О'Тул и Макс фон Сюдов. През 1977 г. изпълнява главната роля в теленовелата Отмъщението, където си партнира с Беатрис Шеридан.
През 1980 г. участва в мексиканския трилър Мистерия, където си партнира с Хуан Ферара, Беатрис Шеридан и Виктор Хунко. За изпълнението на ролята печели в категория най-добра актриса на наградите Ариел (1981).
През 1998 г. оглавява теленовелата Право на любов, продуцирана от Карла Естрада и режисирана от Мигел Корсега и Моника Мигел. През 2000 г. изиграва главната героиня в теленовелата Рамона. След това има специално участие в Прегърни ме много силно, където изиграва два персонажа. Първите теленовели, в които е провъзгласена за първа актиса (на испански: primera actriz), са Истинска любов, Невинната ти и Перегрина.
През 2006 г. участва в новата версия Свят на хищници, като за изиграната роля печели наградата Най-добра първа актриса на списание TVyNovelas. През същата година участва в американския сериал Грозната Бети.
През 2007 г. Елена Рохо е поканена да участва в теленовелата, с която се отбелязват 50 години на мексиканската теленовела, Любов без грим.
През 2008 г. участва едновременно в три проекта – за телевизията са теленовелата Внимавай с ангела и сериала Locas de amor, а за киното във филма Amor letra por letra. През 2009 г. изпълнява главната отрицателна роля в теленовелата Непокорно сърце, която е третата мексиканска версия, базирана на романа Corazón salvaje на мексиканската писателка Каридад Браво Адамс. През 2011 г. участва в театралната постановка Bajo cero, а през следващата година в теленовелата Заради нея съм Ева, както и в постановката El cartero (Il postino) от Антонио Скармета, режисирана от Салвадор Гарсини.
През 2014 г. изпълнява една от отрицателните роли в теленовелата Цветът на страстта. През 2016 и 2017 г. има специални участия в теленовелите Лъжовно сърце и Кандидатката, също през 2017 г. изпълнява една от главните отрицателни роли в теленовелата Полетът към победата.
През 2019 г. Елена Рохо е част от главния актьорски състав на Сърцето никога не греши, теленовела с гей тематика, която е разклонение на теленовелата Съпругът ми има семейство.
Елена Рохо умира на 3 февруари 2024 г. на 79-годишна възраст в град Мексико след дълга битка с рак на черния дроб.

## Филмография

### Телевизия
- Графът: Любов и чест (2024) – Гуадалупе де Гайтан[a]
- Да преодолееш вината (2023) – Анхелес Роман
- Amores que engañan (2023) – Лорена
- Мария Феликс: Мексиканската дива (2022) – Г-жа Русек
- Тази история ми звучи (2022) – Ема
- Mi tío (2022) – Юдит
- Помниш ли ме (2021) – Алисия Лимантур
- Сърцето никога не греши (2019) – Дора Ортега
- Да обичам без закон (2019) – Лусия Карвахал де Морели
- Розата на Гуадалупе (2017) – Разказвач
- Полетът към победата (2017) – Мария Исабел вдовица де Де ла Пеня
- Кандидатката (2016 – 2017) – Наталия де Сан Роман
- Лъжовно сърце (2016) – Сара Саенс вдовица де Кастеянос
- Цветът на страстта (2014) – Милагрос Фуентес
- Заради нея съм Ева (2012) – Еухения Мистрал
- Триумф на любовта (2010 – 2011) – себе си
- Непокорно сърце (2009 – 2010) – Леонарда Монтес де Ока де Видал
- Locas de amor (2009 – 2010) – Норма
- Внимавай с ангела (2008) – Сесилия де Валарде
- Любов без грим (2007) – Инес Ривера
- Свят на хищници (2006/2007) – Мириам де Ривас дел Кастио
- Грозната Бети (2006) – Патрисия Ривера
- Перегрина (2005) – Сабина
- Невинната ти (2004) – Ракел/Ребека Линарес-Роблес
- Истинска любов (2003) – Доня Аугуста Куриел де Пеналвер и Беристайн
- Прегърни ме много силно (2000 – 2001) – Дамяна/Хулиана Гуиен
- Рамона (2000) – Доня Рамона Гонсага вдовица на Морено
- Право на любов (1998) – Лусиана Дувал
- Добри хора (1997) – Ребека Балмори де Дюма
- Семеен портрет (1995) – Сесилия Марискал
- Тайни намерения (1992) – Антониета Алкантара
- La hora marcada (1986) – Лиса
- Предателство (1984) – Антония Гера
- Странните пътища на любовта (1981) – Исабела
- Часът на мълчанието (1978) – Барбара
- Отмъщението (1977) – Мария Оливарес/Алехандра Балмаседа
- Утре ще бъде друг ден (1976) – Паола
- Непознат в града (1974) – Исаура

### Кино
- Invitación a un asesino (2023) – Доня Кристина
- Catarsis (2010) – Майката
- Borderline'(2009/10) – Чанти
- Amor letra por letra (2008)
- Luces de la noche (1994) – Тина
- The Day After Tomorrow (El día después del mañana) (2004) – Вицепрезидента
- Guerrero negro (1993) – Ева
- Los Años de Greta (1992) – Нора
- Una Luz en la escalera (1992) – Адриана Бернал
- Muerte ciega (1991) – Алиса
- Reto a la vida (1990) – Елена
- En el país de los pies ligeros (1983)
- Мистерия (1980) – Силвия
- The Children of Sanchez (1978)
- La Sucesión (1978)
- La Gran aventura del Zorro (1976) – Елена
- Mary, Mary, Bloody Mary (1976) – Грета
- La Casa del Sur (1976) – Елена
- Foxtrot (1975) – Александра
- Más negro que la noche (1975) – Пилар
- Payo – un hombre contra el mundo (1974) – Лупе
- Los Perros de Dios (1973) –Лаура
- Aguirre, der Zorn Gottes (1972) – Инес
- Aquellos años (1972) – Карлота
- Espejismo (1972)
- Ángeles y Querubines (1972) – Анхела
- Victoria (1972)
- Los Cachorros (1971) – Тере
- Una vez un hombre (1971)
- Fin de fiesta (1971) – Елена
- Muñeca reina (1971) – Лаура
- El Sabor de la venganza (1971) – Рина Питман
- Siempre hay una primera vez (1969) – Исабел
- Los Amigos (1968)
- El Club de los suicidas (1968)

### Театър
- Las Muchachas del Club
- Cuentas muertas
- El Cartero
- Bajo Cero
- 10, el marido perfecto
- Lecciones para casadas
- Sé infiel y no mires con quién
- Cena de matrimonios
- Me enamoré de una bruja
- La mujer del pelo rojo
- Pecado en la isla de las cabras
- La Ronda de las Arpías
- Una oferta inmoral
- Yo miento, tú mientes, todos mentimos

## Награди и номинации
Награди TVyNovelas
| Година | Категория                            | Теленовела               | Резултат   |
| ------ | ------------------------------------ | ------------------------ | ---------- |
| 2017   | Най-добра първа актриса              | Кандидатката             | Печели     |
| 2015   | Най-добра първа актриса              | Цветът на страстта       | Номинирана |
| 2013   | Най-добра първа актриса              | Заради нея съм Ева       | Номинирана |
| 2010   | Най-добра първа актриса              | Непокорно сърце          | Номинирана |
| 2009   | Най-добра първа актриса              | Внимавай с ангела        | Печели     |
| 2007   | Най-добра първа актриса              | Свят на хищници          | Печели     |
| 2006   | Най-добра първа актриса              | Перегрина                | Номинирана |
| 2005   | Най-добра актриса в отрицателна роля | Невинната ти             | Печели     |
| 2001   | Най-добра първа актриса              | Прегърни ме много силно  | Печели     |
| 1999   | Най-добра актриса в главна роля      | Право на любов           | Печели     |
| 1996   | Най-добра актриса в главна роля      | Семеен портрет           | Номинирана |
| 1993   | Най-добра актриса в главна роля      | Las secretas intenciones | Номинирана |
| 1985   | Най-добра актриса в главна роля      | Предателство             | Номинирана |

Награди Ариел
| Година | Категория         | Филм          | Резултат   |
| ------ | ----------------- | ------------- | ---------- |
| 1992   | Най-добра актриса | Muerte ciega  | Номинирана |
| 1981   | Най-добра актриса | Мистерия      | Печели     |
| 1973   | Най-добра актриса | Los cachorros | Номинирана |
| 1972   | Най-добра актриса | Fin de fiesta | Печели     |

Награди El Heraldo de México
| Година | Категория                      | Теленовела     | Резултат   |
| ------ | ------------------------------ | -------------- | ---------- |
| 1995   | Най-добра телевизионна актриса | Семеен портрет | Номинирана |

- Награди на Асоциацията на театралните критици и журналисти „Елена Рохо 45 години на сцената“ (2016)